# Нижегородская АЭС
Нижегородская АЭС — проект атомной электростанции на границе Нижегородской области и Владимирской области.
Объект был включен в генсхему размещения объектов электроэнергетики России до 2020 года. В 2017 году сроки ввода в эксплуатацию были перенесены на 2031-35 годы. 

## Подготовка строительства
Под строительство станции рассматривались две площадки: в Навашинском районе на месте села Монакова в 23 км от города Мурома, либо в Уренском районе, в 20 км юго-западнее города Уреня. В августе 2009 года выбор был сделан в пользу площадки в Hавашинском районе, на данный момент уже получена лицензия Ростехнадзора на размещение двух энергоблоков.
В январе 2011 года федеральная служба по экологическому, технологическому и атомному надзору выдала ОАО «Росэнергоатом» лицензию на размещение энергоблоков № 1 и № 2 Нижегородской АЭС в Навашинском районе Нижегородской области, вблизи села Монаково.
9 ноября 2011 года премьер-министр Владимир Путин подписал распоряжение о строительстве АЭС с двумя энергоблоками..
Проектирование завершено в декабре 2014 года. Получение всех разрешительных документов планируется в 2017 году.
Завершение строительства — в 2035 году.

## Критика проекта
Местные власти в будущем могут столкнуться с серьёзным противодействием реализации проекта со стороны общественности.
Как отмечают экологические организации, в 30-ти километровую зону вокруг АЭС попадают 149 тысяч населения Владимирской области и всего 39 тысяч Нижегородской. В 28 км от с. Монаково находится один из древнейших городов России — Муром (население 112 тыс. чел).
Некоторые жители Мурома провели акции протеста против строительства АЭС. Было собрано около 55 тыс. подписей против проекта (около половины жителей города), которые направлены в администрацию президента. Среди прочего член инициативной группы против строительства заявила, что отдельные молодые жители районного центра, имеющие детей, рассматривают возможность покинуть город в случае начала строительства станции.
Главной причиной для отмены строительства называют расположение Нижегородской области на карстовых породах, подверженных провалам, которые неоднократно фиксировались в области. Предпоследний из них был зафиксирован в апреле 2013 в посёлке Бутурлино. Тогда диаметр воронки составил 85 метров. В январе 2014 года произошел провал в с. Чудь, в паре километров от площадки, выделенной под строительство АЭС.
В Нижегородской области в конце 1980-х годов было прекращено строительство Горьковской атомной станции теплоснабжения.

## Описание
Планируется возведение двух энергоблоков по проекту ВВЭР-ТОИ с реакторами ВВЭР-1300 общей мощностью 2510 МВт.
Для передачи энергии первого энергоблока в 2016—2020 годах планируется постройка двух ЛЭП 500 кВ «Нижегородская АЭС — Луч», общей протяжённостью 460 км (2×230).
Также в течение 2016—2020 годов, для передачи энергии первого, второго и третьего энергоблока планируется строительство двух ЛЭП 500 кВ «Нижегородская АЭС — Нижегородская» протяжённостью 250 км.
Обновлённая генсхема для выдачи электроэнергии Нижегородской АЭС предусматривает сооружение двух пар заходов от магистральной ЛЭП 500 кВ «Жигулёвская ГЭС — Москва» из района подстанции 500 кВ Радуга, суммарной протяжённостью 250 км.
Энергоблоки
| Энергоблок           | Тип реакторов | Мощность | Мощность | Начало строительства | Подключение к сети | Ввод в эксплуатацию | Закрытие |
| Энергоблок           | Тип реакторов | Чистый   | Брутто   | Начало строительства | Подключение к сети | Ввод в эксплуатацию | Закрытие |
| -------------------- | ------------- | -------- | -------- | -------------------- | ------------------ | ------------------- | -------- |
| Нижегородск-1 (план) | ВВЭР-ТОИ/510  | 1115 МВт | 1255 МВт | 2029 (план)          |                    | 2031-2035           |          |
| Нижегородск-2 (план) | ВВЭР-ТОИ/510  | 1115 МВт | 1255 МВт |                      |                    | 2031-2035           |          |